# Fachwerk-Kaserne auf dem Asterstein
Die Fachwerk-Kaserne auf dem Asterstein war eine Kaserne in Koblenz. Sie wurde von 1875 bis 1877 für das Infanterie-Regiment „von Goeben“ (2. Rheinisches) Nr. 28 am Kolonnenweg unterhalb des Forts Asterstein erbaut. Von der Anlage ist im heutigen Stadtteil Asterstein noch ein Familienhaus erhalten.

## Geschichte
Da auf der Pfaffendorfer Höhe geeignete Unterkünfte benötigt wurden, entstand von 1875 bis 1877 am Kolonnenweg eine neue Kaserne für zwei Kompanien des 2. Rheinischen Infanterie-Regiments Nr. 28 (von Goeben). Das zweigeschossige, zweiflügelige Gebäude war in Fachwerk ausgeführt, dessen Gefache ausgemauert wurden. Der Sockel des Gebäudes war in Bruchstein gemauert. 1885 erhielt die Kaserne einen weiteren Flügel zur Unterbringung zweier zusätzlicher Kompanien, 1908/1909 kamen außerdem zwei Familienhäuser und 1911/1912 ein Wirtschaftsgebäude hinzu.
1913–1915 wurde in der Straße Am Luisenturm zusätzlich eine weitere Kaserne für das 3. Rheinische Festungs-Pionier-Regiment Nr. 30 erbaut. Nach dem Ende des Ersten Weltkriegs wurden die Kasernen am Asterstein ab 1923 von der französischen Besatzung requiriert und mit zwei Bataillonen des 156. Infanterie-Regiments und Teilen des 12. Génie-Regiments belegt. Das gesamte Ensemble erhielt den Namen Caserne Jourdan (nach dem Revolutionsgeneral und Oberbefehlshaber der Moselarmee bzw. später der Sambre- und Maas-Armee, Jean-Baptiste Jourdan). Die Kaserne der Festungspioniere erwarb später die Gemeinde Arzheim, während die Familienhäuser an Privatleute vermietet wurden. Die Kaserne der 28er kaufte eine Berliner Gesellschaft. In und um die später als SA-Kaserne bzw. von der Wehrmacht genutzten Gebäude entstand nach dem Zweiten Weltkrieg eines der zahlreichen Koblenzer Elendsquartiere. Seit 1951 gehörten die Gebäude der Stadt Koblenz, die einen Großteil der Häuser Ende der 1950er- bis Mitte der 1960er-Jahre abreißen und durch Neubauten ersetzen ließ.

## Denkmalschutz

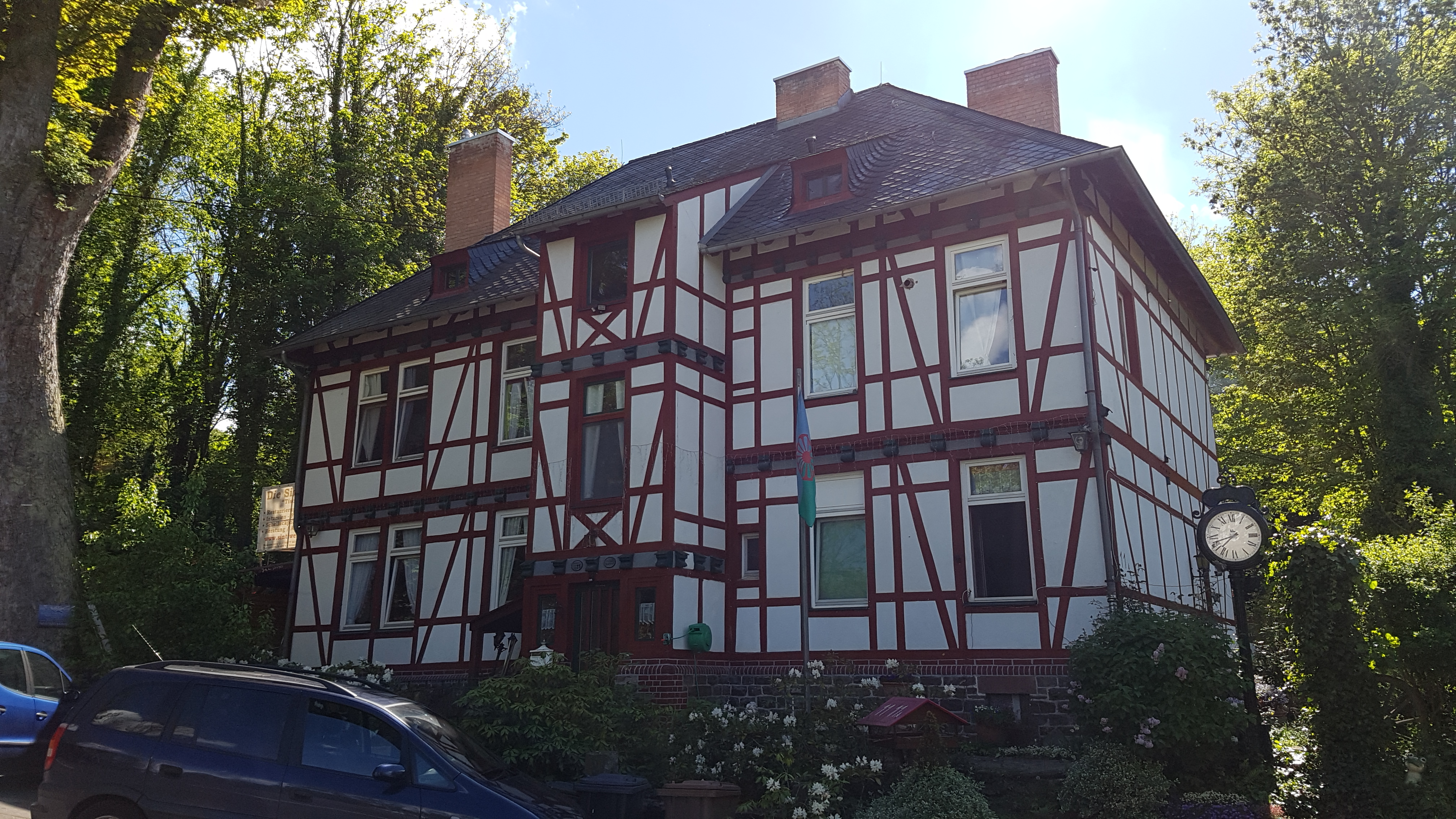
Denkmalgeschütztes Familienhaus

Das ehemalige Familienhaus I der Fachwerk-Kaserne ist ein geschütztes Kulturdenkmal nach dem Denkmalschutzgesetz (DSchG) und in der Denkmalliste des Landes Rheinland-Pfalz eingetragen. Es liegt in Koblenz-Asterstein am Kolonnenweg 11.
Seit 2002 ist das Wohnhaus Teil des UNESCO-Welterbes Oberes Mittelrheintal.